# Photoscotosia reducta
Photoscotosia reducta är en fjärilsart som beskrevs av Sterneck 1928. Photoscotosia reducta ingår i släktet Photoscotosia och familjen mätare. Inga underarter finns listade i Catalogue of Life.